# Selección de fútbol sub-18 de México
La selección de fútbol sub-18 de México es el equipo masculino representativo de la Federación Mexicana de Fútbol y representa a México en las competiciones internacionales de fútbol sub-18 (menores de 18 años).
La selección de fútbol sub-18 de México sirve como una transición para los jugadores entre la selección de fútbol sub-17 de México y la selección de fútbol sub-20 de México.
Aunque el equipo no compite en copas del mundo, sí lo hace en torneos internacionales y realiza varios campos de entrenamiento nacionales durante todo el año.

## Últimos encuentros
A continuación se detallan los últimos partidos jugados por la selección.
- Actualizado al 21 de noviembre de 2023.

| Fecha                    | Lugar     | Local      |                       | Partido |                             | Visitante    | Racha | Competición      |
| ------------------------ | --------- | ---------- | --------------------- | ------- | --------------------------- | ------------ | ----- | ---------------- |
| 21 de septiembre de 2022 | Zlín      | México     | Bandera de México     | 1:1     | Bandera de Finlandia        | Finlandia    |       | Partido amistoso |
| 23 de septiembre de 2022 | Zlín      | Eslovaquia | Bandera de Eslovaquia | 1:1     | Bandera de México           | México       |       | Partido amistoso |
| 25 de septiembre de 2022 | Zlín      | México     | Bandera de México     | 1:0     | Bandera de Alemania         | Alemania     | Sí    | Partido amistoso |
| 28 de marzo de 2023      | Ámsterdam | México     | Bandera de México     | 1:4     | Bandera de los Países Bajos | Países Bajos | No    | Partido amistoso |
| 16 de noviembre de 2023  | Marbella  | México     | Bandera de México     | 1:2     | Bandera de Rumania          | Rumania      | No    | Partido amistoso |
| 18 de noviembre de 2023  | Marbella  | México     | Bandera de México     | 1:0     | Bandera de Japón            | Japón        | Sí    | Partido amistoso |
| 21 de noviembre de 2023  | Marbella  | Inglaterra | Bandera de Inglaterra | 7:1     | Bandera de México           | México       | No    | Partido amistoso |

## Jugadores

### Última convocatoria
Convocatoria del 24 al 29 de julio del 2023
| N.º | Nombre          | Posición      | Edad    | Club                 |
| --- | --------------- | ------------- | ------- | -------------------- |
| 1   | Luis Ramírez    | Portero       | 19 años | León                 |
| 2   | Pablo Lara      | Portero       | 19 años | Universidad Nacional |
| 3   | Héctor Medina   | Defensa       | 19 años | Atlas                |
| 4   | Diego Ochoa     | Defensa       | 19 años | Guadalajara          |
| 5   | Carlos Díaz     | Defensa       | 19 años | Los Angeles FC       |
| 6   | Luis Carrillo   | Defensa       | 20 años | Mazatlán             |
| 7   | César Bustos    | Defensa       | 19 años | Monterrey            |
| 8   | Ari Contreras   | Defensa       | 19 años | Pachuca              |
| 9   | Carlo Soldati   | Defensa       | 19 años | Querétaro            |
| 10  | Ariel Castro    | Mediocampista | 20 años | Guadalajara          |
| 11  | Joel Domínguez  | Mediocampista | 20 años | Monterrey            |
| 12  | Jesús Lara      | Mediocampista | 20 años | Pachuca              |
| 13  | Bernardo Parra  | Mediocampista | 20 años | Tigres               |
| 14  | Octavio Vázquez | Mediocampista | 19 años | Tijuana              |
| 15  | Juan González   | Delantero     | 19 años | Atlas                |
| 16  | Alonso Ripoll   | Delantero     | 20 años | Atlas                |
| 17  | Diego Oliva     | Delantero     | 20 años | Guadalajara          |
| 18  | Juan Cortez     | Delantero     | 19 años | Cimarrones           |
| 19  | Anthony Ramírez | Delantero     | 19 años | FC Dallas            |
| 20  | Juan Palma      | Delantero     | 19 años | Pachuca              |